# Juan Manuel Armario
Juan Manuel Armario Vázquez (Arcos de la Frontera, 6 de marzo de 1959) es un médico y político español del Partido Popular, alcalde de Arcos de la Frontera desde 1991 a 2003.  

## Trayectoria política
Inició su trayectoria política en el ámbito municipal. En las elecciones locales de 1987 fue elegido concejal del Ayuntamiento de Arcos de la Frontera por Alianza Popular. En los comicios de 1991 encabezó la candidatura del Partido Popular, formación con la que obtuvo mayoría simple y fue investido alcalde, cargo que ocupó hasta 2003, tras imponerse en tres municipales consecutivas.
Entre 1989 y 1996 ejerció como presidente provincial del Partido Popular en Cádiz y formó parte de la dirección regional de dicho partido. En las elecciones generales de 1996 fue elegido senador por la provincia de Cádiz. Posteriormente, en las elecciones autonómicas de 2000, obtuvo escaño como diputado en el Parlamento de Andalucía, representación que renovó en 2004. Durante su etapa como alcalde, fue miembro del Consejo Federal de la Federación Española de Municipios y Provincias.
Tras retirarse de la política, ejerce de médico en su clínica, J. M. Armario S.L, ubicada en la localidad serrana de Arcos de la Frontera, provincia de Cádiz (Andalucía, España).